# St. Clemens (Köln-Langel)

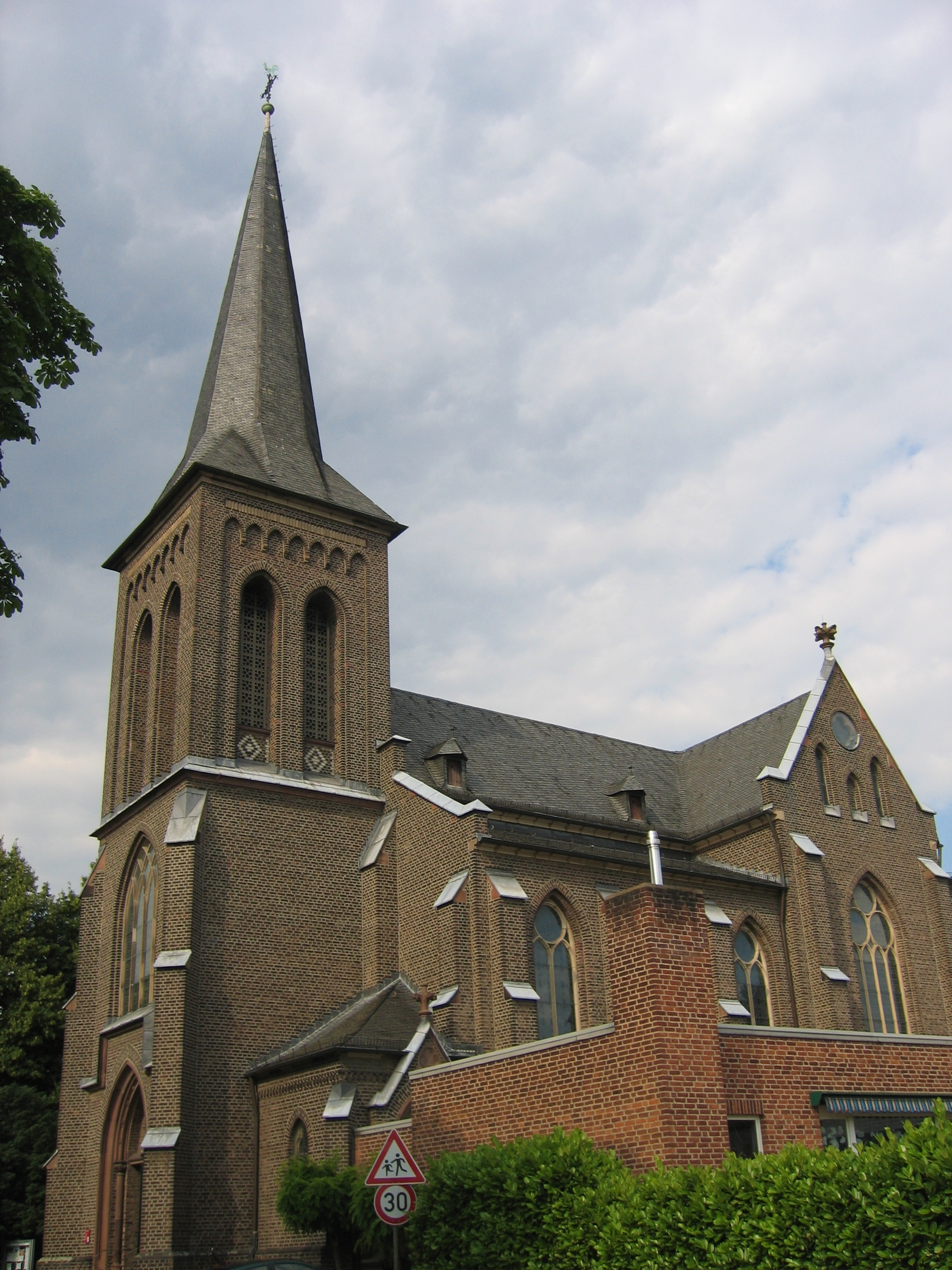
St. Clemens in Köln-Langel

St. Clemens ist eine römisch-katholische Pfarrkirche in Köln-Langel. Das Gotteshaus steht unter Denkmalschutz (Nr. 1303).

## Geschichte
Die katholische Pfarrkirche St. Clemens wurde in den Jahren 1890 bis 1891 nach den Entwürfen des Kölner Architekten Heinrich Nagelschmidt durch örtliche Steinmetze und Maurer ausgeführt. Die Wiederherstellung der während des Zweiten Weltkriegs zerstörten Glasfenster erfolgte in drei Phasen ab 1953 und wurde 1979 bis 1980 mit der Rekonstruktion der ursprünglichen neugotischen Ausmalung vollendet. Seit dem Jahr 1900 ersetzt das originale mittlere Chorfenster eine Buntverglasung im Nazarenstil, die Heiligenfiguren darstellt. Die übrigen Fensterflächen gestaltete 1990 K. Dedy. Die Fenster der Seitenschiffe gestaltete Franz Pauli. Die Motive entstammen den freudenreichen und den glorreichen Geheimnissen des Rosenkranzes.

## Architektur
Es handelt sich um eine neugotische dreischiffige Backstein-Hallenkirche mit Schieferdach und Vierkantturm im Westen. Von der ursprünglichen Ausstattung sind noch drei neugotische Schnitzaltäre und der Orgelprospekt vorhanden. 1982/83 wurde eine hierzu passende Kanzel aus der St.-Antonius-Kirche in Kürten-Bechen hinzugefügt.
St. Clemens gehört zur Tour 2 des Kulturpfades Porz.

## Erweiterung zur Radwege- und Wanderkirche
Im Jahr 2024 wird die Kirche St. Clemens in den (evangelischen) Verbund der Radwegekirchen aufgenommen. Langel liegt am rechtsrheinischen „Premiumradweg Köln-Koblenz“, ebenso führt der Kölnpfad unmittelbar vorbei.
Radfahrer und Wanderer haben die Möglichkeit, die dann täglich geöffnete Kirche zu besuchen, sich auszuruhen, zu meditieren oder zu beten. In der Kirche befindet sich ein Kapellenraum, der zur Ruhe einlädt.
Neben der Kirche werden Sitzgelegenheiten, Tisch und Fahrradständer, ein Trinkwasserbrunnen und eine Luftpumpe installiert. In unmittelbarer Nähe befinden sich ein Imbiss („Büdchen“) und eine Gaststätte.
Im Zuge der Erweiterung wird die Kirche in Absprache mit dem Denkmalschutzamt und dem Erzbistum Köln barrierefrei gestaltet.
Gottesdienste werden weiter sonntäglich gefeiert. 